# Kupreška vrata
Kupreška vrata (ili Velika vrata) je planinski prijevoj u Bosni i Hercegovini. Nadmorska visina prijevoja iznosi 1384 metra. Ovdje se nalazi istoimeni tunel dug 350 metara koji je otvoren 1975. godine. Tunel je 2005. godine temeljito obnovljen, a dvije godine kasnije po prvi put u povijesti je i osvijetljen.
Preko Kupreških vrata vodi magistralna cesta M-16 koja povezuje Bugojno i Kupres. Također predstavlja prirodnu granicu između Županije Središnja Bosna na istoku i Hercegbosanske županije na zapadu.